# 참회나무
참회나무(Euonymus oxyphyllus)는 주로 한국·일본에 분포하는 낙엽관목으로 가지에 털이 없다. 잎은 달걀모양 긴 타원형이거나 거꿀달걀꼴로 마주나기하며 길이 3-8cm로 밑은 둥글고 끝은 날카로우며 잔톱니가 있다. 꽃은 취산꽃차례로 잎겨드랑이에 달리며 꽃이 많고 꽃자루는 길며 자색 또는 흰색이다. 꽃은 5월에 피며 꽃받침조각·꽃잎·수술은 각각 5개이며 1개의 암술이 있다. 열매는 삭과로서 구형이며 5모가 지고 날개가 없으며 10월에 익는다.